# Kröning
Kröning là một đô thị thuộc huyện Landshut trong bang Bayern nước Đức. Đô thị Kröning có diện tích 39,61 km², dân số thời điểm ngày 31 tháng 12 năm 2006 là 1909 người.